# Cuissy-et-Geny
Cuissy-et-Geny é uma comuna francesa na região administrativa de Altos da França, no departamento de Aisne. Estende-se por uma área de 4,97 km². Em 2010 a comuna tinha 73 habitantes (densidade: 14,7 hab./km²).